# 다소 항공

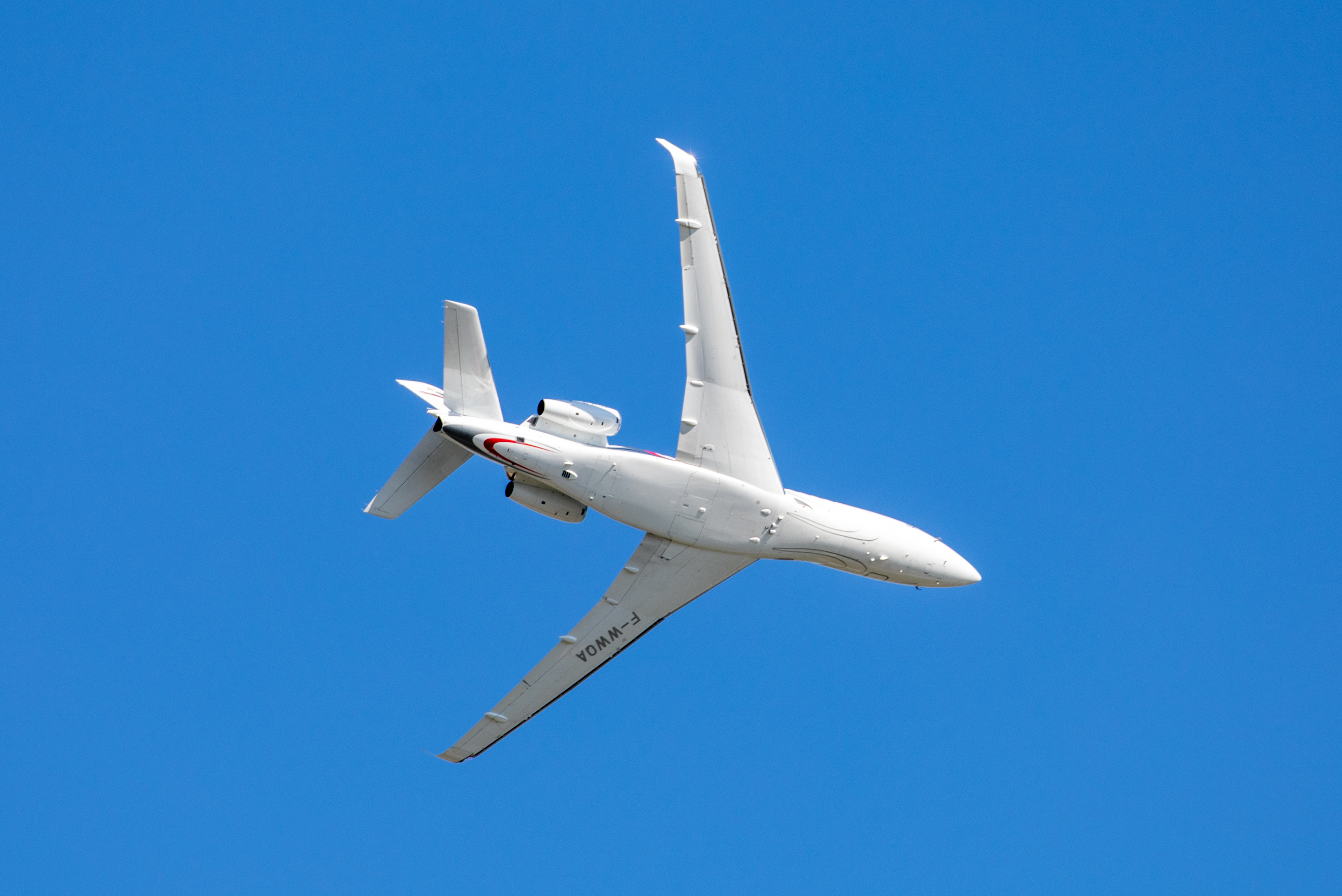

다소 항공 SA(Dassault Aviation SA)는 프랑스의 항공기 개발, 생산 그룹이다. 다소 그룹의 계열사이다.

## 역사
1929년 마르셀 다소가 설립했다. 현재 세계에서 유일하게 창립자 이름을 사용하고 창립자 가족이 경영하는 항공기 제조업체이다.

## 규모
프랑스에 9,000명의 근로자가 있으며, 이를 포함해 전 세계에 11,745명의 직원을 두고 있다. 2014년 83개국에 사무소가 있다. 2012년 매출액은 대략 40억 유로(5조원)이다. 주요 매출은 71%가 비즈니스 제트 여객기인 팰콘의 판매에서 나온다.

## 제품
- 다소 라팔 - 최초로 미라주에 쌍발엔진을 장착해 20톤을 넘어섰다.
- 다소 미라주 2000 - 20톤 F-16보다 작고 10톤 제공호와 비슷한 크기인 미라주 시리즈는 1950년대부터 프랑스의 단일 전투기 모델이다. 프랑스 공군은 60년 가까이 미라주 단일 기종만으로 구성된 것으로 유명하다.
- 다소 뉴론 - 스텔스 무인 전투기
- 다소 팰콘 2000 - 비즈니스 제트 여객기. 미국 걸프스트림, 캐나다 봄바디어와 경쟁한다.

## 같이 보기
- 다소 라팔
- 다소 미라주 2000